# Srednje Gameljne
Srednje Gameljne – wieś w Słowenii, w gminie miejskiej Lublana. W 2018 roku liczyła 690 mieszkańców. 